# Villefranche-de-Conflent
Villefranche-de-Conflent är en kommun i departementet Pyrénées-Orientales i regionen Occitanien i södra Frankrike. Kommunen ligger i kantonen Prades som tillhör arrondissementet Prades. År 2022 hade Villefranche-de-Conflent 205 invånare.

## Befolkningsutveckling
Antalet invånare i kommunen Villefranche-de-Conflent
| Referens: INSEE |